# Хюроярви
Хюроярви — озеро на территории Ребольского сельского поселения Муезерского района Республики Карелия.

## Общие сведения
Площадь озера — 1,2 км², площадь бассейна — 5,8 км². Располагается на высоте 193,3 метров над уровнем моря.
Форма озера лопастная, продолговатая, вытянуто с северо-запада на юго-восток. Берега озера каменисто-песчаные.
С юго-востока озеро сообщается протокой с озером Короппи.
Также с юго-восточной стороны в озеро втекает безымянный ручей, несущий воды из Поликалампи, Кемполампи и нескольких других безымянных ламбин.
Населённые пункты возле озера отсутствуют. Ближайший — деревня Колвасозеро — расположен в четырнадцати километрах к северо-востоку от озера.
Озеро расположено в пятнадцати километрах от Российско-финляндской границы.
Код водного объекта в государственном водном реестре — 01050000111102000011059.